# この胸の中だけ
「この胸の中だけ」（このむねのなかだけ）は、日本のバンド・フラワーカンパニーズが2008年4月1日にライブ会場限定で発売した19枚目のシングル、および2008年11月26日にソニー・ミュージックアソシエイテッドレコーズよりリリースした20枚目のシングル。

## 概要
前作より1年5ヶ月ぶりのリリース。12thアルバム「たましいによろしく」と同時発売。
本作よりレーベルをソニー・ミュージックアソシエイテッドレコーズに移籍。7年8ヶ月ぶりのメジャーレーベル復帰となった。
もともと鈴木がソロライブ用に書き下ろした楽曲で、それをバンド形態でやってみようと録音した。当初ライブ会場限定販売であったが、メジャー復帰の際、スタッフから「この曲はシングルにするべき」と評され、リリースに至った。ライブ会場限定収録の表題曲をリマスタリングして収録し、新たなC/W曲「深夜高速 (Live Version)」を追加している。
初回生産限定盤と通常盤の2形態で発売。初回盤はDVD付で、2008年9月7日に行われた「OTODAMA'08 音泉魂」のライブ映像を収録。複数形態でのシングルリリースは初。初回盤は瞬く間に完売し、発売日に店頭にほとんど出回らず、通常盤しか入荷しなかった店もあったとのこと。
MVは大根仁が監督。フラワーカンパニーズが刑務所に慰問演奏に訪れ、受刑者たちが子供の頃の自分と再会するという筋書きの、ドラマ的な演出の強いものとなっている。

## 収録曲
全作詞・作曲：鈴木圭介　編曲：フラワーカンパニーズ

### ライブ会場限定盤
1. この胸の中だけ (5:47)
2. ふっ飛んでJUMP (3:09)

### 一般発売盤
1. この胸の中だけ (5:47)
2. 深夜高速 (Live Version)(4:38)

## 初回特典DVD
～OTODAMA '08音泉魂～（2008.09.07 泉大津フェニックス）
1. 最高の夏
2. ロックンロール・スターダスト
3. この胸の中だけ
4. 深夜高速
5. 馬鹿の最高
6. 真冬の盆踊り

## 収録アルバム
- たましいによろしく (#1)
- フラカン入門（#1）